# Polk County, Missouri
Polk County är ett administrativt område i delstaten Missouri, USA, med 31 137 invånare. Den administrativa huvudorten (county seat) är Bolivar.

## Geografi
Enligt United States Census Bureau har countyt en total area på 1 664 km². 1 650 km² av den arean är land och 14 km² är vatten.    

### Angränsande countyn
- Hickory County - norr
- Dallas County - öst
- Greene County - söder
- Dade County - sydväst
- Cedar County - väst
- St. Clair County - nordväst